# Сан-Джованні-Суерджу
Сан-Джованні-Суерджу (італ. San Giovanni Suergiu, сард. Santu Juanni Sruexu) — муніципалітет в Італії, у регіоні Сардинія,  провінція Карбонія-Іглезіас.
Сан-Джованні-Суерджу розташований на відстані близько 460 км на південний захід від Рима, 55 км на захід від Кальярі, 4 км на південь від Карбонії, 23 км на південь від Іглезіас.
Населення — 6101 особа (2014).
Щорічний фестиваль відбувається 24 червня. Покровитель — святий Іван Хреститель.

## Демографія
Населення за роками:

Станом на 1 січня 2023 року в муніципалітеті офіційно проживали 72 іноземці з 23 країн, серед них 25 громадян країн Євросоюзу та 1 громадянин України.

## Сусідні муніципалітети
- Карбонія
- Джиба
- Портоскузо
- Сант'Антьоко
- Траталіас